# Derick Silva
Derick de Souza Silva (né le 23 avril 1998) est un athlète brésilien, spécialiste du sprint.
Il remporte deux médailles d'argent et une médaille d'or lors des Championnats sud-américains juniors de 2015 à Cuenca, où il bat son record sur 100 m et sur 200 m. À Bydgoszcz, il termine 7e de la finale du 100 m lors des Championnats du monde juniors de 2016. Il remporte également le titre sud-américain junior à Leonora, Guyana, en 2017, avant de porter son record sur 200 m, à	20 s 61	+1.3 à São Bernardo do Campo (Arena Caixa), le 11 juin 2017.
Le 21 avril 2018, il court en 20 s 23 (+1.6) à Auburn (USA). Il bat le record des championnats lors des Championnats d'Amérique du Sud espoirs 2018 à Cuenca.
Il remporte le titre du relais 4 x 100 m lors des Relais mondiaux 2019 en 38 s 05, avec ses coéquipiers Rodrigo do Nascimento, Jorge Vides et Paulo André Camilo de Oliveira.

## Palmarès
| Date | Compétition                    | Lieu      | Résultat | Épreuve   | Temps   |
| ---- | ------------------------------ | --------- | -------- | --------- | ------- |
| 2019 | Relais mondiaux de l'IAAF      | Nassau    | 1er      | 4 × 100 m | 38 s 05 |
| 2019 | Jeux panaméricains             | Lima      | 3e       | 4 × 100 m | 38 s 27 |
| 2019 | Championnats du monde          | Doha      | 4e       | 4 × 100 m | 37 s 72 |
| 2019 | Jeux mondiaux militaires       | Wuhan     | 1er      | 4 × 100 m | 38 s 68 |
| 2021 | Championnats d'Amérique du Sud | Guayaquil | 3e       | 100 m     | 10 s 35 |
| 2021 | Championnats d'Amérique du Sud | Guayaquil | 1er      | 4 x 100 m | 39 s 10 |
| 2022 | Championnats du monde          | Eugene    | 7e       | 4 × 100 m | 38 s 25 |

### Records
| Épreuve    | Performance | Lieu        | Date           |
| ---------- | ----------- | ----------- | -------------- |
| 100 mètres | 10 s 10     | Guadalajara | 6 juillet 2018 |
| 200 mètres | 20 s 23     | Auburn      | 21 avril 2018  |